# Жан-Клод Годен
Жан-Клод Годен (фр. Jean-Claude Gaudin; 8 жовтня 1939, Марсель — 20 травня 2024) — французький політик, мер Марселя (1995—2020).

## Життєпис
Народився 8 жовтня 1939 в Марселі. Син муляра і працівниці канатної фабрики. Протягом п'ятнадцяти років працював викладачем курсу історія-географія. Почав політичну кар'єру в 1965 році, коли був обраний до муніципальної ради Марселя від партії Національний центр незалежних і селян.
Згодом перебував у різних правоцентристських партіях — Національна федерація незалежних республіканців, Союз за французьку демократію, Республіканська партія, Союз за народний рух, Республіканці. До 1983 року залишався в муніципальній раді Марселя, але ще в 1978 році був обраний в Національні збори від 2-го округу департаменту Буш-дю-Рон і займав це крісло до 1989 року. З 1982 по 1988 рік був депутатом генеральної ради департаменту Буш-дю-Рон, в 1983—1989 роках — мером 6-го і 8-го округів Марселя, в 1986 році обраний головою ради регіону Прованс — Альпи — Лазурний Берег і залишався в цій посаді до 1998 року. В 1989—2017 роках — сенатор Франції.
25 червня 1995 року вступив на посаду мера Марселя.
З 7 листопада 1995 по 2 червня 1997 року — міністр розвитку територій, міст і інтеграції в другому уряді Жюппе.
У червні 2017 року оголосив про відмову від виставлення своєї кандидатури на наступних виборах мера.
15 березня 2020 року в першому турі муніципальних виборів в Марселі успіху домігся «Союз лівих сил» на чолі з Мішель Рубірола, а 28 червня у другому турі голосування її ліва коаліція знову перемогла з результатом 39,9 % голосів. 4 липня депутати муніципальної ради обрали Рубірола новим мером Марселя.